# Червена калина
Червената калина (Viburnum opulus) е храст или ниско дръвче до 7 м. Включена е в списъка на лечебните растения съгласно Закона за лечебните растения.
Младите клонки са голи, на места с големи сиви лещанки. Пъпките са червенокафяви, неовласени. Клонките са два вида: вегетативни, завършващи с три пъпки – централна и две странични и цветоносни, завършващи с две странични пъпки без централна. Листата са 3 – 5 делнии, до 10 см. Цветовете са събрани в сенниковидни съцветия, плодовете са сферични, червени и сочни. Среща се по горите и храсталаците на средния планински пояс. Лечебно растение. Като парково растение се отглежда стерилната декоративна форма, наречена картоп.

## Галерия
- Общ изглед
- Грозд плодове
- Заскрежени плодове
- Плодове